# Natalina cafra
Natalina cafra (англ.) — вид хищных лёгочных улиток из семейства Rhytididae. Эндемики Южной Африки.
Оранжево-коричневого и серовато-коричневого цвета, диаметр ракушек до 7,5 см. Формула радулы 1+5+(20-30), длина радулы — до 53 мм.